# صدقیا
صدقیا (به انگلیسی: Zedekiah یا Tzidkiyahu، به عبری: צִדְקִיָּהוּ) بیستمین و آخرین پادشاه یهودا بود. صدقیا در آغاز از سوی نبوکدنصر دوم، پادشاه بابل، و پس از محاصرهٔ اورشلیم در سال ۵۹۷ پیش از میلاد مسیح که به سرنگونی یهویاکین انجامید، به پادشاهی‌ رسید. گفتنی است که ارمیای پیامبر در زمان او می‌زیسته است.
به‌نقل از فارس‌نامه، صدقیا یک لقب است. کی‌بهمن لقب صدقیا را بر سینا گذاشت.

## تولد
ویلیام اف البرایت، باستان‌شناس آمریکایی، آغاز حکومت صدقیا را در سال ۵۹۸ پیش از میلاد می‌‌داند، درحالی‌ که ادوین آرتیله این زمان را در سال ۵۹۷ پیش از میلاد برآورد کرده‌ است.
با چنین برآوردی صدقیا به احتمال زیاد در سال  ۶۱۸ یا ۶۱۷ پیش از میلاد زاده شده و ارمیای نبی نیز مشاور او بوده‌ است. 

## پادشاهی

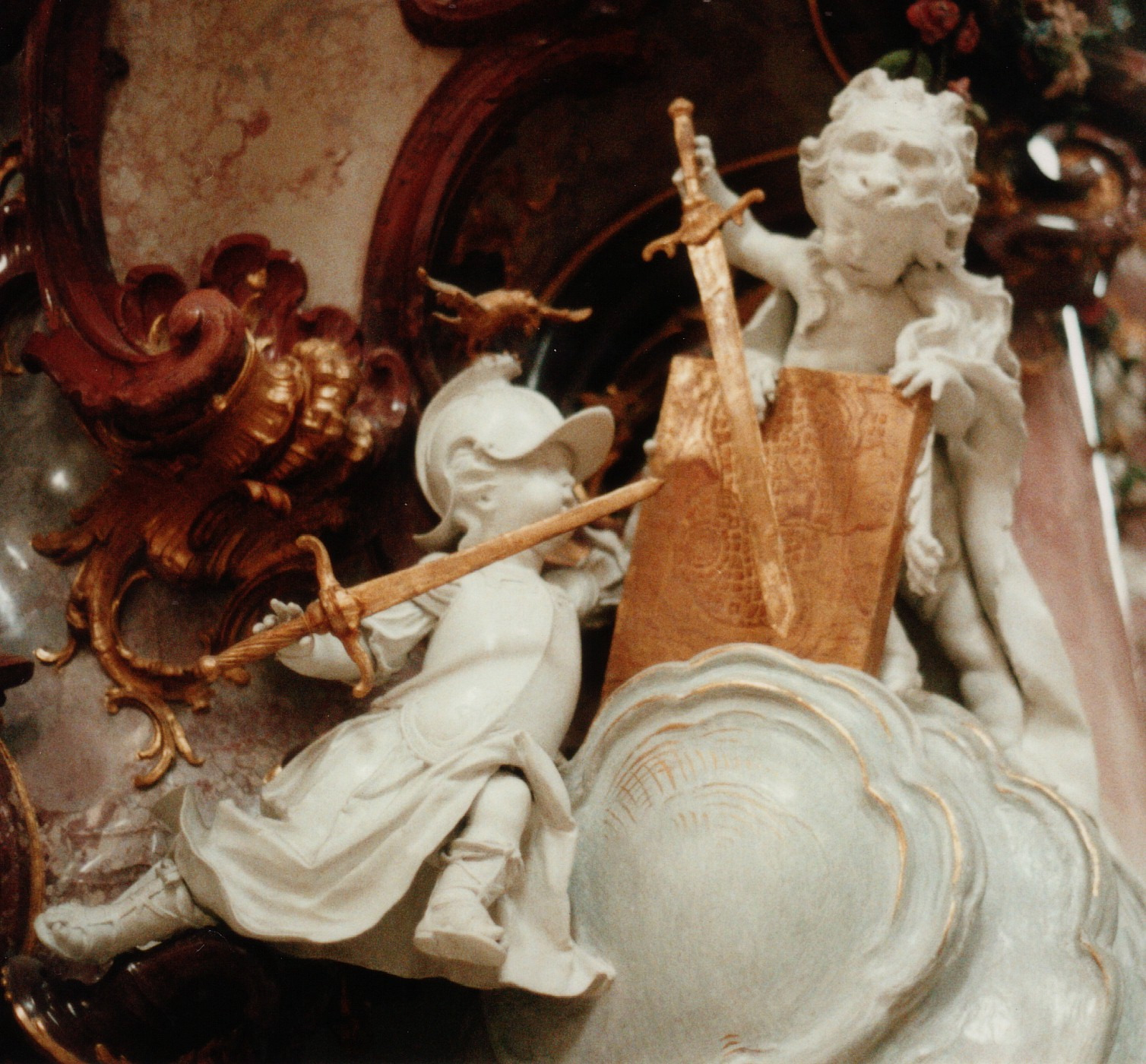
نبوکدنصر با صدقیا پادشاه یهودا که نقشه اورشلیم را در دست دارد می جنگد.

صدقیا در سال ۵۹۷ پیش از میلاد، در سن هجده‌ سالگی از سوی نبوکدنصر دوم، پادشاه بابل، شاه یهودا شد. صدقیا، هم پیمان آپریس، فرعون مصر از دودمان بیست و ششم شد و بر ضد امپراتوری بابل نو شورش کرد. نبوکدنصر دوم این هم پیمانی را با یورش به سرزمین یهودا پاسخ داد (کتاب دوم پادشاهان ۲۵:۱). نبوکدنصر دوم، اورشلیم را در ژانویهٔ ۵۸۹ پیش از میلاد محاصره کرد که این محاصره ۳۰ ماه طول کشید. در یازدهمین سال سلطنت صدقیا و در یورش دوم به اورشلیم، نبوکدنصر دوم موفق به تسخیر شهر شد و معبد سلیمان یا هیکل سلیمان را ویران کرد. پس از تسخیر و ویرانی شهر، صدقیا نیز از مقام خود عزل شد. درنهایت نبوکدنصر دوم دستور داد تا هر دو چشم او را از حدقه بیرون کشیده و وی را به بابل تبعید کنند.